# Luisa Saredo
Luigia Emanuel, nota come Luisa Saredo (Novara, 1830 – 1896), è stata una scrittrice italiana.

## Biografia
Fu una scrittrice piemontese figlia di Giuseppa Carotti, di origine nobiliare, e del commendatore Carlo Emanuel. Iniziò il suo percorso di scrittrice a 15 anni, con l'edizione di un volume di versi ben accolto dal giornalismo torinese.
Sposò il senatore Giuseppe Saredo e pubblicò parecchi racconti con lo pseudonimo Ludovico De Rosa. Nel 1860 pubblicò prima sul «Corriere Italiano» di Firenze e poi in volume l’Affare Zappoli,  ottenendo un grande successo. Iniziò quindi a pubblicare come Luisa Saredo numerosi romanzi e racconti.
Morì nel 1896.

## Opere (parziale)
- Enrichetta d'Inghilterra duchessa d'Orleans, Tipografia della Camera dei deputati, Roma, 1885.
- La Principessa Carlotta d'Inghilterra, Eredi Botta, 1884.
- I giorni torbidi, Sonzogno, Milano, 1882.
- L'erede del signor Acerbi, Sonzogno, Milano, 1879.
- Racconti, Le Monnier, Firenze, 1878.
- La madre di Maurizio, Sonzogno, Milano, 1878.
- Racconti. Pia di Monteroni. Un Matrimonio di Convenienza. Ricordi di un Medico, Le Monnier, 1878.
- Il marito di Livia: Cesarina, Sonzogno, Milano, 1878.
- Gli Augelli di Rapina, Sonzogno, Milano, 1874.
- Chi rompe paga, Sonzogno, Milano, 1873.
- Il Segreto di Claudio Adriani, Sonzogno, Milano, 1873.
- L'Affare Zappoli, 1867.[3]